# Bárrio e Cepões
Bárrio e Cepões é uma freguesia portuguesa do município de Ponte de Lima, com 9,71 km² de área e 786 habitantes (censo de 2021). A sua densidade populacional é 80,9 hab./km².

## História
Foi criada aquando da reorganização administrativa de 2012/2013, resultando da agregação das antigas freguesias de Bárrio e Cepões:

## Demografia
A população registada nos censos foi:
| Distribuição da População por Grupos Etários | Distribuição da População por Grupos Etários | Distribuição da População por Grupos Etários | Distribuição da População por Grupos Etários | Distribuição da População por Grupos Etários | Distribuição da População por Grupos Etários |
| -------------------------------------------- | -------------------------------------------- | -------------------------------------------- | -------------------------------------------- | -------------------------------------------- | -------------------------------------------- |
| Antes da agregação                           |                                              |                                              |                                              |                                              |                                              |
| Ano                                          | 0-14 anos                                    | 15-24 anos                                   | 25-64 anos                                   | >= 65 anos                                   | Total                                        |
| 2001                                         | 185                                          | 143                                          | 463                                          | 200                                          | 991                                          |
| 2011                                         | 125                                          | 112                                          | 471                                          | 213                                          | 921                                          |
| Após a agregação                             |                                              |                                              |                                              |                                              |                                              |
| Ano                                          | 0-14 anos                                    | 15-24 anos                                   | 25-64 anos                                   | >= 65 anos                                   | Total                                        |
| 2021                                         | 86                                           | 84                                           | 416                                          | 200                                          | 786                                          |